# جلول بوناب
الشيخ جلول بوناب من مواليد (1887 م متوفي 1958م ) ولد بدوار يازرو بسيدي امحمد بن عودة ولاية غليزان يعد من رواد الحركة الإصلاحية بمدينة غليزان ورئيس شعبة جمعية العلماء المسلمين بالمدينة.
ومن أبرز المناضلين السياسيين بالمدينة

## حياته
ولد الشيخ عام 1887 م بدوار يازرو التابع حاليا لبلدية سيدي امحمد بن عودة لعائلة متعلمة إذ إشتغل والده كقاض خلال العهد العثماني واستقال من منصبه عند الإحتلال الفرنسي للجزائر.
سافر الشيخ لطلب العلم بمعسكر ووهران أين تتلمذ على يد الشيخ الطيب المهاجي وحصل على إجازة عام 1913 م وإشتغل في ميدان صياغة المجوهرات بمدينة وهران أين تأثر بالنشاط الإصلاحي الذي كان يصدر بفضل الجرائد الوطنية مثل الشهاب وبحلول عام 1928 عاد الشيخ لمدينة غليزان وحمل على عاتقه مسؤولية الإصلاح، بحكم أن المدينة كانت تعاني من الأمية والجهل بسبب طمس الإستعمار لملامح التعاليم الإسلامية وفي سنة 1931و 1932 زار المدينة عبد الحميد بن باديس رفقة فضيل الورتلاني و محمد بن الصادق الجندلي التقى الشيخ جلول بوناب أين توجت الزيارة بفتح شعبة جمعية العلماء المسلمين عام 1933م وترأسها  لغاية وفاته سنة 1958 وكان للشيخ نظر سياسي بحكم أنه إنظم لحزب الشعب عام 1943 وكان محل مضايقة ومتابعة من قبل السلطات الفرنسية  التي نفته أول مرة ثم وضعته في إقامة جبرية.

## وفاته
بعد مجهود في سبيل إصلاح والتحرر من الإستعمار الفرنسي توفي الشيخ في 20 فيفري 1958م ودفن بمدينة غليزان.

## وصلات خارجية
- جمعية العلماء المسلمين شعبة مدينة غليزان